# Lisice (rejon głębocki)
Lisice (biał. Лісіцы; ros. Лисицы) – wieś na Białorusi, w obwodzie witebskim, w rejonie głębockim, w sielsowiecie Prozoroki.

## Historia
W czasach zaborów w powiecie dzisieńskim, w guberni wileńskiej Imperium Rosyjskiego.
W latach 1921–1945 wsie Lisice I i Lisice II leżały w Polsce, w województwie wileńskim, w powiecie dziśnieńskim, w gminie Czerniewicze, a od 1929 w gminie Prozoroki.
Według Powszechnego Spisu Ludności z 1921 roku zamieszkiwało:
- Lisice I – 53 osoby, 1 była wyznania rzymskokatolickiego, a 52 prawosławnego. Jednocześnie wszyscy mieszkańcy zadeklarowali białoruską przynależność narodową. Było tu 8 budynków mieszkalnych[3]. W 1931 w 9 domach zamieszkiwały 54 osoby[4].
- Lisice I – 18 osób, wszystkie był wyznania prawosławnego i zadeklarowały białoruską przynależność narodową. Były tu 2 budynki mieszkalne[3]. W 1931 w 4 domach zamieszkiwało 26 osób[4].

Wierni należeli do parafii rzymskokatolickiej i prawosławnej w Czerniewiczach. Miejscowość podlegała pod Sąd Grodzki w Głębokiem i Okręgowy w Wilnie; właściwy urząd pocztowy mieścił się w Prozorokach.